# Стварно уклета кућа Бука
Стварно уклета кућа Бука је амерички теливизијски филм Ноћи вештица заснован на Никелодионовој анимираној телевизијској серији Кућа Бука и њеној играној половини и спиноф серији Стварна кућа Бука. Ово је друго играно дело и укупно трећи филм у франшизи, након Куће Бука: Филм (2021) и Божић у кући Бука (2021). Најављен је 4. априла 2023, уз другу сезону Стварне куће Бука и Касаграндеса: Филм.
Премијера филма је првобитно била планирана за 6. октобар 2023. на Никелодиону и Paramount+, али је касније померена за 28. септембар 2023. Радња филма се одвија између прве и друге сезоне Стварне куће Бука.

## Радња
За Ноћ вештица, Линколн Бука и његов најбољи друг Клајд Мекбрајд се нађу у сукобу док бирају између обичаја смицалица или посластица и страхотастичног заштитног знака Куће Бука и одласка на журку Ноћи вештица код Ксандера Кодингтона, новог кул клинца у школи и инфлуенсера. Линколн и Клајд доносе коначну одлуку да прескоче Страхотастично и крену на Ксандерову журку што разочара његову породицу. Иако се ствари закомпликују кад Рита одлучи да послужу четкице за зубе, због забринутости о зубном здрављу њене породице, уместо слаткиша, подстичући гнев деце зарад каријеса њене деце. Међутим, Ксандер и његови другари имају трикове у рукаву и одлуче се на то да тероришу кућу Бука. Линколн, његова породица, и Клајд морају да сарађују да би одбранили кућу и спасили Ноћ вештица.

## Улоге
| Улога               | Глумац                           | Српски глас                                   |
| ------------------- | -------------------------------- | --------------------------------------------- |
| Линколн Бука        | Волфганг Шефер                   | Виктор Мајер                                  |
| Лори Бука           | Лекси Дибендето                  | Марија Стокић                                 |
| Лени Бука           | Ева Карлтон                      | Анђела Џаферовић                              |
| Луна Бука           | Софија Вудвард                   | Ања Радовановић                               |
| Луен Бука           | Кетрин Бредли                    | Јана Пауновић                                 |
| Лин Бука Млађа      | Анака Фурнере                    | Наташа Поповић                                |
| Луси Бука           | Обин Бредли                      | Јована Васић                                  |
| Лиса Бука           | Лекси Јанићек                    | Мина Ивановић                                 |
| Лана Бука           | Мија Алан                        | Петра Семиз                                   |
| Лола Бука           | Ела Алан                         | Петра Семиз                                   |
| Лили Бука           | Аугуст Мајкл Питерсон Емили Форд | Ивона Рамбосек                                |
| Рита Бука           | Џоли Џенкинс                     | Ана Мандић                                    |
| Лин Бука Старији    | Брајан Степанек                  | Марко Марковић                                |
| Робот Тод           | Брајан Степанек (глас)           | Лако Николић                                  |
| Клајд Мекбрајд      | Џазир Бруно                      | Бошко Воларевић                               |
| Лијам Ханикат       | Гавин Медокс Бергман             | Марко Јакшић                                  |
| Расти Споукс        | Нолан Медокс                     | Томислав Божовић                              |
| Зак Гурдл           | Матео Кастел                     | Олег Дамњановић                               |
| Стела Жао           | Тринити Џо-Ли Блис               | Анђела Џаферовић                              |
| Ксандер Кодингтон   | Мартин Фахардо                   | Марко Јакшић                                  |
| Џена                | Самер Шефер                      | Тиња Дамњановић                               |
| Боби                | Куан Снајман                     | непознато                                     |
| Џони                | Шајло Молина                     | Иван Павличић                                 |
| Флип Филипини       | Кевин Чамберлин                  | Милош Ђуричић                                 |
| Пол                 | Ентони Хорд                      | непознато                                     |
| Др Милер            | Џеф Прајд                        | Лако Николић                                  |
| Барбара             | Сридеви Мина                     | Јована Цавнић                                 |
| Пацијент            | непознато                        | Немања Живковић                               |
| Гђа Кодингтон       | Лизет Николс                     | Валентина Павличић                            |
| Поштар Боб          | Вес Мартинез                     | Милан Тубић                                   |
| Мали кувар          | Киган Шакелфорд                  | Стефан Филиповић                              |
| Мама Црвенкапа      | Леа Хопкинс                      | Ивана Тењовић                                 |
| Родитељ             | Тереза Робинсон                  | Ана Кораћ                                     |
| Комшијска клинка #1 | Тиган Ирланд                     | Ива Мајер                                     |
| Комшијски клинац #2 | Мејсoн Угарте                    | Марко Јакшић                                  |
| Комшијска клинка #3 | Отом Молина                      | Мина Ивановић                                 |
| Војс-овер           | /                                | Марко Марковић (наслов) Милан Тубић (инсерти) |

## Емитовање
Премијера филма је првобитно била планирана за 6. октобар 2023. на Никелодиону и Paramount+, али је касније померена за 28. септембар 2023. Радња филма се одвија између прве и друге сезоне Стварне куће Бука.